# 南昌大学科学技术学院
南昌大学科学技术学院是中华人民共和国江西省的一所全日制民办大学。位于江西省九江市赣江新区共青城市。

## 校史沿革
该校成立于2001年8月，由南昌大学举办，并经江西省人民政府批准、中华人民共和国教育部确认为独立学院。2016年7月，由南昌大学与共青城中航文化投资有限公司合作举办新校区。

## 画廊

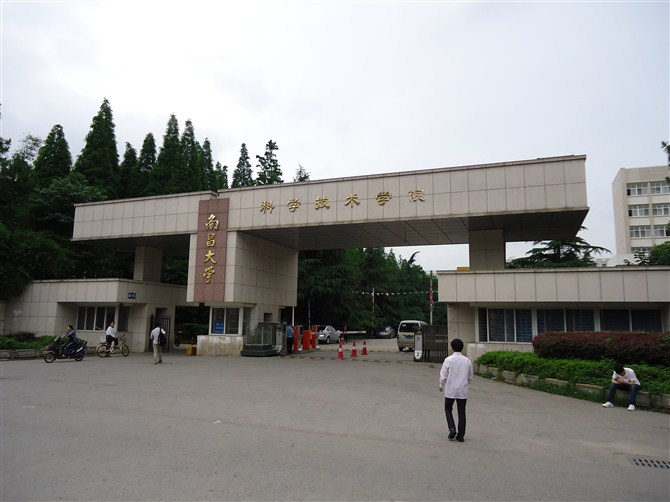
南昌大学科技学院南大门
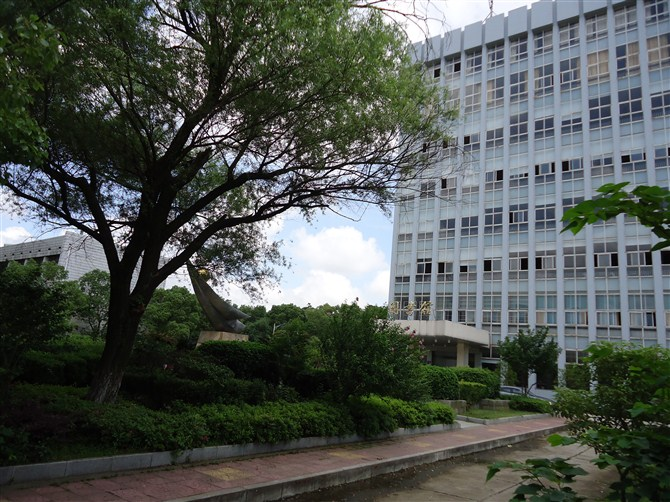
南昌大学科技学院图书馆
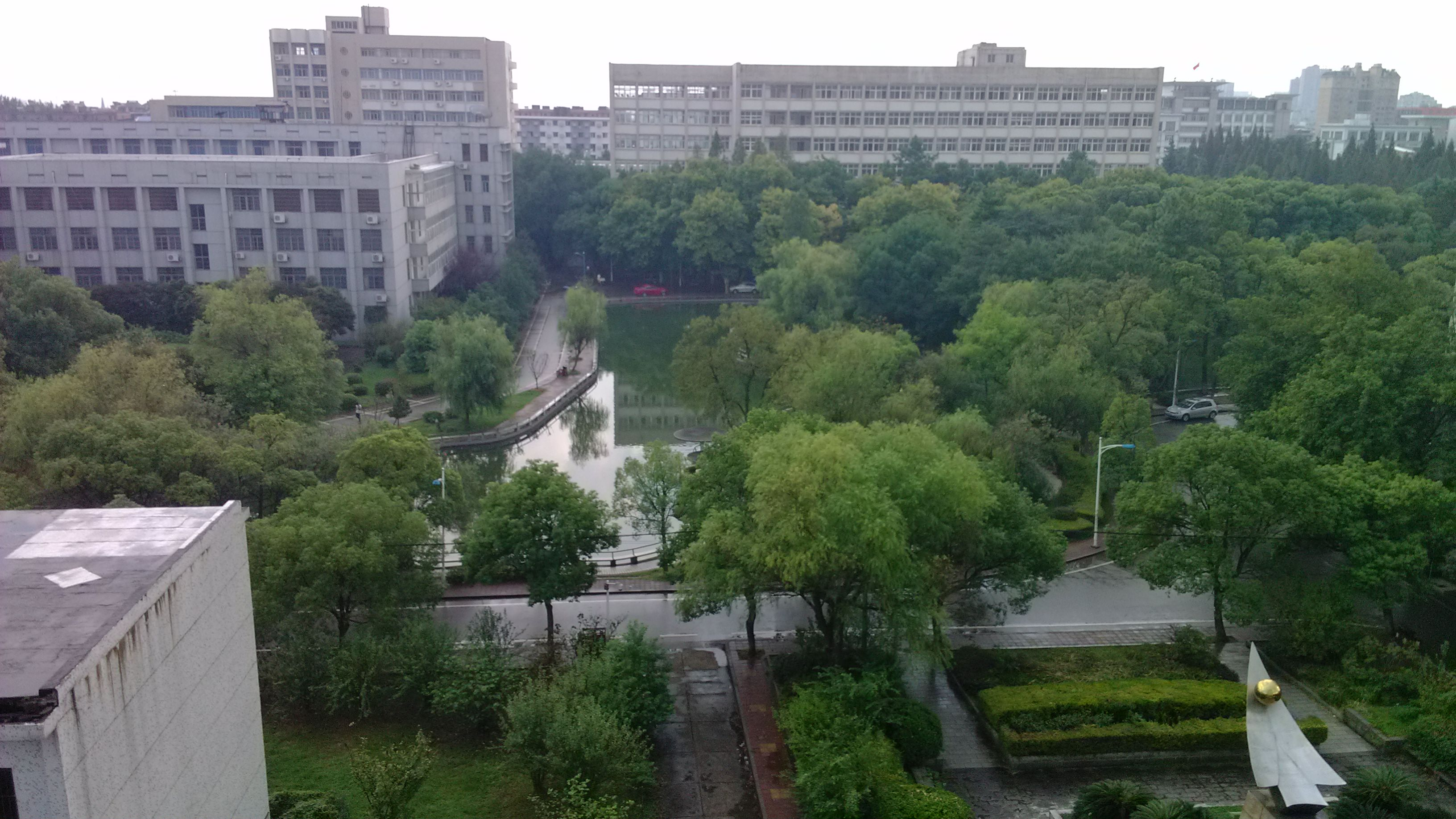
雨后南昌大学科技学院。摄于图书馆五楼，2014年9月17日
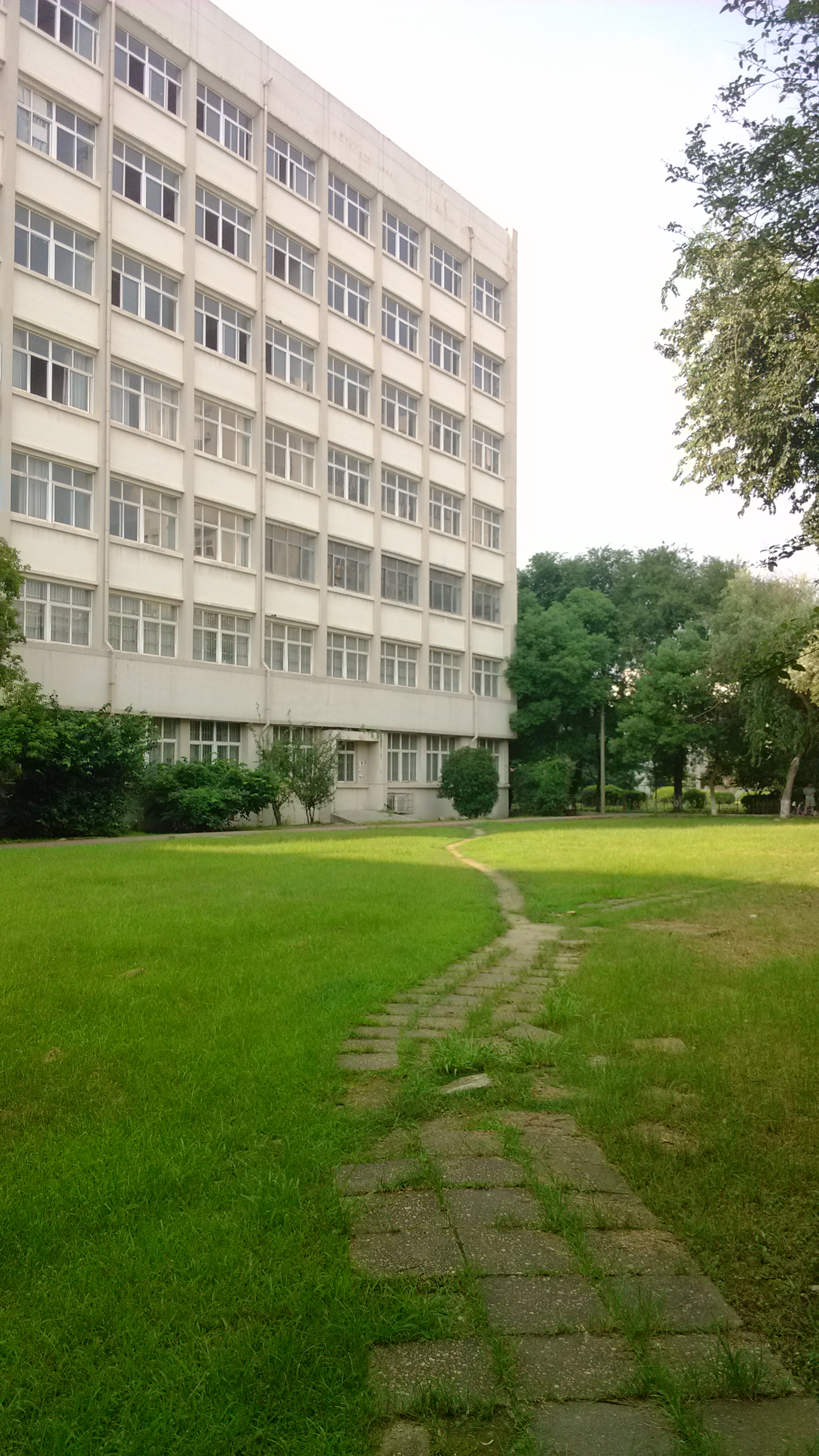
南昌大学科技学院化工楼。摄于2014年7月19日